# حزب كوميتو الجديد
حزب كوميتو الجديد (اليابانية: 公明党, Kōmeitō) ويعرف اختصاراً NKP، حزب ياباني محافظ وسطي يميني يمزج بين المعتقدات الدينية البوذية والسياسة.

## وصلات خارجية
- الموقع الرسمي لحزب كوميتو الجديد باللغة اليابانية
- الموقع الرسمي باللغة الإنجليزية